# Médiathèque Cimendef
Pour les articles homonymes, voir Cimendef.
La médiathèque Cimendef est un projet mort-né de médiathèque à Saint-Paul sur l'île de La Réunion.
Commandée sous le mandat d'Huguette Bello, elle est la plus haute construction du centre-ville de Saint-Paul. En 2014, l'ancien maire Joseph Sinimalé est de nouveau élu à la tête de la municipalité et renonce finalement à ce projet, ce qui fait l'objet de polémiques, tous les équipements ayant déjà été achetés. Le bâtiment pratiquement achevé est finalement racheté par la région Réunion et deviendra le siège de l'antenne Ouest du Conservatoire à rayonnement régional de Saint-Denis de La Réunion.